# Jack Butler
John Dennis „Jack” Butler (ur. 14 sierpnia 1894 w Colombo, zm. 5 stycznia 1961) – angielski piłkarz grający na pozycji obrońcy. W swojej karierze rozegrał 1 mecz w reprezentacji Anglii.

## Kariera klubowa
Swoją karierę piłkarską Butler rozpoczął w klubie Fulham. Zadebiutował w nim w 1913 roku. W 1914 roku przeszedł do innego londyńskiego zespołu, Arsenalu. Początkowo grał w rezerwach tego klubu, a następnie podczas pierwszej wojny światowej służył w Royal Artillery. 15 listopada 1919 zaliczył swój debiut w Arsenalu, w meczu z Boltonem Wanderers. W 1927 roku wystąpił z Arsenalem w przegranym 0:1 finale Pucharu Anglii z Cardiff City. W Arsenalu grał do 1930 roku.
W latach 1930–1932 Butler grał w Torquay United, w którym zakończył swoją karierę.

## Kariera reprezentacyjna
W reprezentacji Anglii Butler zadebiutował 8 grudnia 1924 roku w wygranym 4:0 towarzyskim meczu z Belgią, rozegranym w West Bromwich. Był to jego jedyny mecz w kadrze narodowej Anglii.

## Kariera trenerska
W 1932 roku Butler rozpoczął karierę trenerską, gdy został zatrudniony w Daring Club Molenbeek. W 1935 roku został selekcjonerem reprezentacji Belgii. Awansował z nią na III Mistrzostwa Świata 1938 we Francji. Tam Belgia odpadła w pierwszej rundzie po porażce 1:3 z Francją.
W swojej karierze Butler był menedżerem w takich klubach jak: Torquay United, Crystal Palace i Colchester United.